# Campeonato Mundial de Ciclismo en Pista de 2009
El CVI Campeonato Mundial de Ciclismo en Pista se celebró en Pruszków (Polonia) entre el 25 y el 29 de marzo de 2009 bajo la organización de la Unión Ciclista Internacional (UCI) y la Federación Polaca de Ciclismo.
Las competiciones se realizaron en el velódromo Arena BGZ de la ciudad polaca. Fueron disputadas 19 pruebas, 10 masculinas y 9 femeninas.

## Países participantes
Participaron en total 280 ciclistas (190 hombres + 90 mujeres) de 37 federaciones nacionales afiliadas a la UCI:
| África (CAC)    | América (COPACI) | Asia (ACYC) | Europa (UEC) | Oceanía (OCF)                       |
| --------------- | --- | --- | --- | ----------------------------------- |
| Sudáfrica (1/-) | Argentina (3/-) · Barbados (1/-) · Canadá (2/2) · Colombia (7/5) · Cuba (-/5) · Estados Unidos (3/1) · Uruguay (-/1) | China (9/6) · Corea del Sur (1/-) · Hong Kong (2/4) · Japón (5/-) · Kazajistán (1/-) · Malasia (3/-) · Tailandia (-/3) · China Taipéi (-/1) | Alemania (14/7) · Austria (3/-) · Bélgica (6/3) · Bielorrusia (3/4) · Dinamarca (6/-) · Eslovaquia (1/-) · España (14/4) · Francia (12/3) · Grecia (3/-) · Irlanda (1/-) · Italia (4/5) · Lituania (-/5) · Países Bajos (10/5) · Polonia (13/5) · Reino Unido (11/8) · República Checa (8/2) · Rusia (15/7) · Suiza (2/1) · Ucrania (10/3) | Australia (9/6) Nueva Zelanda (8/4) |

## Medallistas

### Masculino
| Evento                          | Oro | Plata                                                                    | Bronce                                                                    |
| ------------------------------- | --- | ------------------------------------------------------------------------ | ------------------------------------------------------------------------- |
| Velocidad individual (29.03)    | Grégory Baugé Francia                                                                                       | Azizulhasni Awang Malasia                                                | Kévin Sireau Francia                                                      |
| Velocidad por equipos (25.03)   | Francia Grégory Baugé Mickaël Bourgain Kévin Sireau 43,510                                                  | Reino Unido Matthew Crampton Jason Kenny Jamie Staff 43,869              | Alemania · René Enders · Robert Förstemann · Stefan Nimke · 43,912        |
| Persecución individual (26.03)  | Taylor Phinney Estados Unidos 4:17,631                                                                      | Jack Bobridge Australia 4:20,091                                         | Dominique Cornu · Bélgica · 4:22,347                                      |
| Persecución por equipos (27.03) | Dinamarca Michael Færk Christensen Casper Jørgensen Jens-Erik Madsen Alex Rasmussen Michael Mørkøv 3:58,246 | Australia Jack Bobridge Rohan Dennis Leigh Howard Cameron Meyer 3:58,863 | Nueva Zelanda Westley Gough Peter Latham Marc Ryan Jesse Sergent 4:00,248 |
| 1 km contrarreloj (27.03)       | Stefan Nimke · Alemania · 1:00,666                                                                          | Taylor Phinney Estados Unidos 1:01,611                                   | Mohd Rizal Tisin Malasia 1:01,658                                         |
| Carrera por puntos (25.03)      | Cameron Meyer Australia 24 pts.                                                                             | Daniel Kreutzfeldt Dinamarca 22 pts.                                     | Chris Newton Reino Unido 21 pts.                                          |
| Scratch (26.03)                 | Morgan Kneisky Francia                                                                                      | Ángel Darío Colla Argentina                                              | Andreas Müller · Austria                                                  |
| Keirin (26.03)                  | Maximilian Levy · Alemania                                                                                  | François Pervis Francia                                                  | Teun Mulder · Países Bajos                                                |
| Madison (28.03)                 | Michael Mørkøv Alex Rasmussen Dinamarca 22 (+1) pts.                                                        | Leigh Howard Cameron Meyer Australia 2 (+1) pts.                         | Martin Bláha · Jiří Hochmann · República Checa · 0 (+1) pts.              |
| Ómnium (29.03)                  | Leigh Howard Australia 19 pts.                                                                              | Zachary Bell · Canadá · 21 pts.                                          | Tim Veldt · Países Bajos · 24 pts.                                        |

### Femenino
| Evento                          | Oro                                                                        | Plata                                                           | Bronce                                                          |
| ------------------------------- | -------------------------------------------------------------------------- | --------------------------------------------------------------- | --------------------------------------------------------------- |
| Velocidad individual (28.03)    | Victoria Pendleton Reino Unido                                             | Willy Kanis · Países Bajos                                      | Simona Krupeckaitė · Lituania                                   |
| Velocidad por equipos (26.03)   | Australia Kaarle McCulloch Anna Meares 33,149 RM                           | Reino Unido Victoria Pendleton Shanaze Reade 33,380             | Lituania · Gintarė Gaivenytė · Simona Krupeckaitė · 33,495      |
| Persecución individual (25.03)  | Alison Shanks Nueva Zelanda 3:29,807                                       | Wendy Houvenaghel Reino Unido 3:32,174                          | Vilija Sereikaitė · Lituania · 3:33,583                         |
| Persecución por equipos (26.03) | Reino Unido Elizabeth Armitstead Wendy Houvenaghel Joanna Rowsell 3:22,720 | Nueva Zelanda Lauren Ellis Jaime Nielsen Alison Shanks 3:23,993 | Australia Ashlee Ankudinoff Sarah Kent Josephine Tomic 3:24,972 |
| 500 m contrarreloj (25.03)      | Simona Krupeckaitė · Lituania · 33,296 RM                                  | Anna Meares Australia 33,796                                    | Victoria Pendleton Reino Unido 34,102                           |
| Carrera por puntos (29.03)      | Giorgia Bronzini · Italia · 18 pts.                                        | Yumari González Valdivieso · Cuba · 15 pts.                     | Elizabeth Armitstead Reino Unido 13 pts.                        |
| Scratch (27.03)                 | Yumari González Valdivieso · Cuba                                          | Elizabeth Armitstead Reino Unido                                | Belinda Goss Australia                                          |
| Keirin (29.03)                  | Guo Shuang China                                                           | Clara Sanchez Francia                                           | Willy Kanis · Países Bajos                                      |
| Ómnium (28.03)                  | Josephine Tomic Australia 26 pts.                                          | Tara Whitten · Canadá · 27 pts.                                 | Yvonne Hijgenaar · Países Bajos · 27 pts.                       |

## Medallero
| Núm. | País            | Oro | Plata | Bronce | Total |
| ---- | --------------- | --- | ----- | ------ | ----- |
| 1    | Australia       | 4   | 4     | 2      | 10    |
| 2    | Francia         | 3   | 2     | 1      | 6     |
| 3    | Reino Unido     | 2   | 4     | 3      | 9     |
| 4    | Dinamarca       | 2   | 1     | 0      | 3     |
| 5    | Alemania        | 2   | 0     | 1      | 3     |
| 6    | Nueva Zelanda   | 1   | 1     | 1      | 3     |
| 7    | Cuba            | 1   | 1     | 0      | 2     |
| 7    | Estados Unidos  | 1   | 1     | 0      | 2     |
| 9    | Lituania        | 1   | 0     | 3      | 4     |
| 10   | China           | 1   | 0     | 0      | 1     |
| 10   | Italia          | 1   | 0     | 0      | 1     |
| 12   | Canadá          | 0   | 2     | 2      | 2     |
| 13   | Países Bajos    | 0   | 1     | 4      | 5     |
| 14   | Malasia         | 0   | 1     | 1      | 2     |
| 15   | Argentina       | 0   | 1     | 0      | 1     |
| 16   | Austria         | 0   | 0     | 1      | 1     |
| 16   | Bélgica         | 0   | 0     | 1      | 1     |
| 16   | República Checa | 0   | 0     | 1      | 1     |
|      | TOTAL           | 19  | 19    | 19     | 57    |